# Habib Boularès

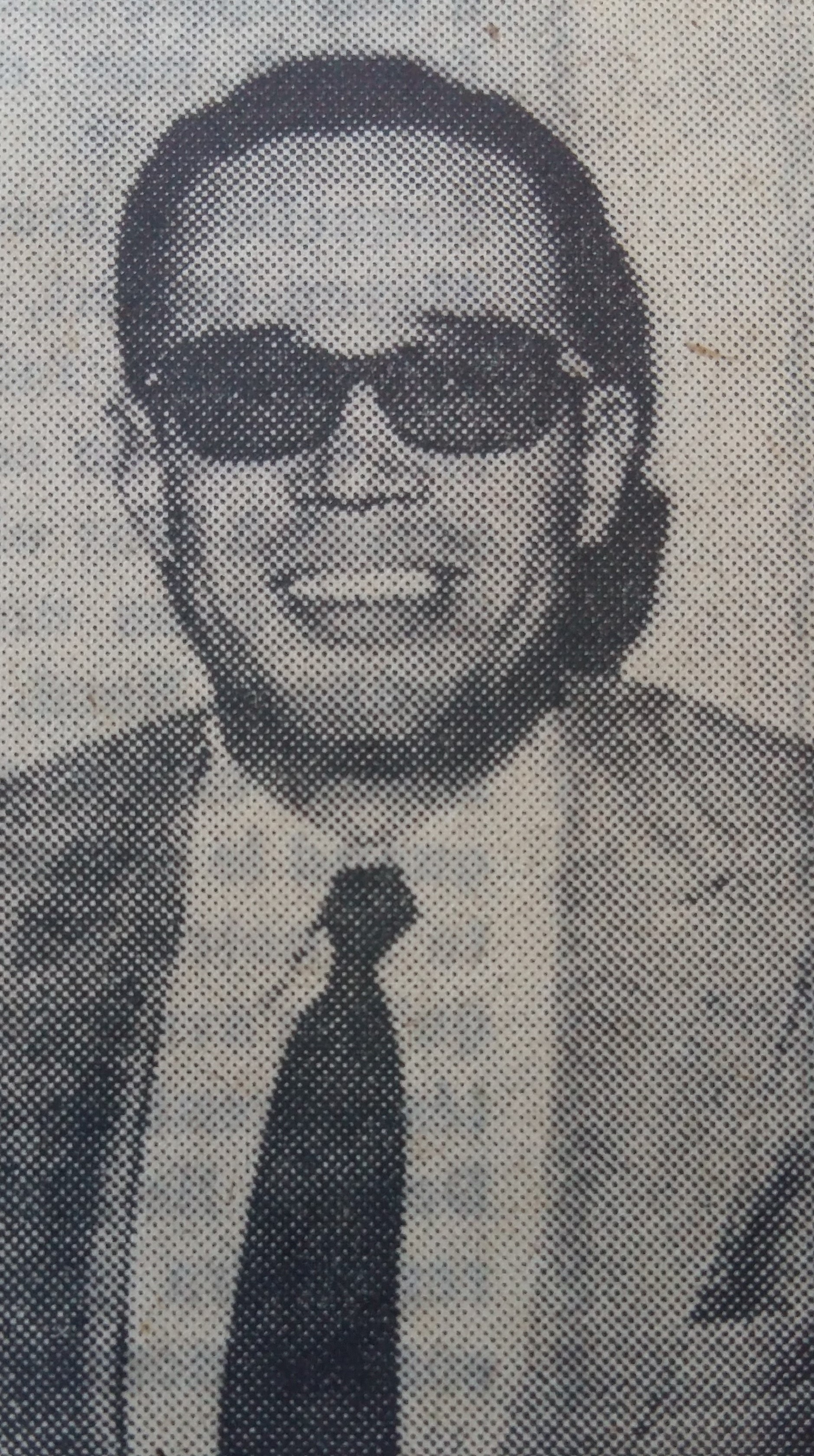
Habib Boularès

Habib Boularès (arabisch الحبيب بولعراس, DMG al-Ḥabīb Būlaʿrās; * 29. Juli 1933 in Tunis; † 18. April 2014 in Paris, Frankreich) war ein tunesischer Journalist, Schriftsteller und Politiker.

## Leben
Diplomiert in Englisch in Kairo, in Journalismus in Straßburg und in Wirtschaftswissenschaft auf der École pratique des hautes études in Paris, war er 1953 als politischer Flüchtling in Kairo.
Anschließend arbeitete er im 1947 gegründeten Sekretariat der tunesischen Sektion des Büros des arabischen Maghreb in der ägyptischen Hauptstadt und setzte sich für die algerische Sache ein.
Zu Beginn der Unabhängigkeit Tunesiens begann er eine Karriere im Journalismus und wurde zwischen 1960 und 1967 Redakteur der Tageszeitung El Amal und zwischen 1961 und 1962 Gründungspräsident der Agentur Tunis Afrique Presse. Danach bekleidete er von 1962 bis 1964 die Position des Generaldirektors des Établissement de la radiodiffusion-télévision tunisienne (RTT)
Zum ersten Mal trat er 1970 als Minister für Kultur und Information in eine tunesische Regierung ein. Diesen Posten verließ er 1971 und begab sich anschließend auf eine lange Reise, während der er die Wüste durchquerte. Anschließend übernahm Boularès in Bordeaux die Leitung der École Internationale de l’Agence de Coopération Culturelle et Technique (EIB ACCT) und arbeitete von 1975 bis 1981 an der Wochenzeitung Jeune Afrique in Paris mit.
1981 wurde er in die tunesische Assemblée Nationale gewählt und 1988 zum Minister für Kultur ernannt. 1990 wurde er Außenminister und kurz darauf 1991 Verteidigungsminister, bevor er zum Präsidenten der tunesischen Abgeordnetenkammer gewählt wurde. Diese Position verließ er 1997. 2002 wurde er von den Staatschefs des Maghreb auf den Posten des Generalsekretärs der Union des Arabischen Maghrebs gewählt. Davon trat er 2006 zurück.
Boularès beschäftigte sich intensiv mit der Geschichte Tunesiens von der Antike bis zur Moderne und schrieb mit Murad III und Temps du Bouraq zwei historische Dramen. Außerdem verfasste er mit Hannibal dessen erste Biographie aus afrikanischer Sicht.
Er war verheiratet mit einer aus Nancy stammenden Französin, die heute Maître de conférences an der Universität Pierre und Marie Curie in Paris ist. Boularès starb im April 2014 im Alter von 80 Jahren in Paris nach langer Krankheit.

## Werke
- Murad III
- Temps du Bouraq, éd. MC-Editions, Carthage, 1979
- Hannibal, Librairie Académique Perrin, Tunis, 2000. ISBN 978-2-262-01712-5
- Histoire de la Tunisie: Les grandes dates, de la Préhistoire à la Révolution, Cérès Editions, Tunis, 2012. ISBN 978-9973-19-754-2